# Чубаево
Чуба́ево (чув. Чупай) — деревня в Урмарском районе Чувашской Республики. Входит в Чубаевское сельское поселение.      

## История
Согласно генеральскому межеванию в Цивильском уезде в 1794 году деревня Чубаево входила в состав Ново-Ишинского сложного земельного общества. Все деревни, входящие в земельное общество назывались дачами.
| Наименование дач          | Количество дворов | Имеется сколько душ мужчин | Имеется сколько душ мужчин |
| ------------------------- | ----------------- | -------------------------- | -------------------------- |
| д. Чубаево                | 100               | 240                        | 273                        |
| Чубаево Ямбайский выселок | 34                |                            |                            |
| Чубаево-Шептахово         | 8                 | 19                         | 25                         |

В 1834 году д. Чубаево входила в состав Агзегитовской волости.

На 1 января 1858 года деревня находилась в Чубаевском обществе Яниково-Шоркистринской волости с населением 387 мужчин и 409 женщин.

По сведениям 1859 года Цивильского уезда Казанской губернии (издан Центральным статистическим комитетом Министерства внутренних дел. Санкт-Петербург, 1866 г.):
| Название населённых пунктов | Положение             | Число дворов | Число мужчин | Число женщин |
| --------------------------- | --------------------- | ------------ | ------------ | ------------ |
| Чубаево                     | при безымянном овраге | 76           | 301          | 309          |

По положению 1861 года с реорганизацией местных органов самоуправления создается Арабосинская волость. Деревня Чубаево включается в эту волость.

К декабрю 1865 года в Чубаево было 388 мужских податных душ, 2240 десятин земли.

В 1871 году в деревне было 261 лошадь и 68 коров.

По сведениям 1902 года в Чубаево было 264 двора, 759 мужчины и 645 женщины.

На 1902 год были следующие промысловые заведения:
| Название заведений           | Доходность в рублях | Владелец заведения |
| ---------------------------- | ------------------- | ------------------ |
| Водяные мукомольные мельницы | 170                 | Г.Болотин          |
| Ветряные мельницы            | 60                  | С.Васильев         |
| Конные крупообдирки          | 25                  | А.Алексеев         |
| Кузнечные заведения          | 42                  | А.Тимофеев         |
| Кузнечные заведения          | 65                  | А.Николаев         |

По сведениям Цивильского уезда Казанской губернии на 1917 год Чубаево входило в состав Староарабосинской волости.

По состоянию на 01.01.1936 года село находится в составе Чубаевского сельского совета и в 1930 году в селе организован колхоз «Дружба».

По состоянию на 01.05.1981 года село находится в составе Чубаевского сельского совета и в составе колхоза «Дружба».
По данным классификатора адресов в д. Чубаево зарегистрированы улица Гагарина, улица Гоголя, улица Ефремова, улица Зарубина, улица Зеленая, улица К.Маркса, улица Братьев Скворцовых, улица Кирова, улица Ленина, улица Линга, улица Мира, улица Николаева, улица Октября, улица Пионерская, улица Пушкина, улица Чапаева, улица Школьная.

### Школа
Чубаевская школа грамоты открыта в 1883 году. Помещается в доме учителя бесплатно. Учитель Умов Гурий Петрович местный крестьянин, окончил курс Батеевской земской школы, от земства получает 3 рубля, учеников в среднем отделении 4 мальчика, младших — 12 мальчиков, 1 девочка.

Была ещё частная школа грамоты, где учителем работал Евлампий Семенов-Леонтьев. В его школе в 1886 году училось 22 мальчика и 2 девочки.

В 1902 году в школах числилось 40 учеников и 25 учениц. На школьные нужды выделялось 209 рублей в год. В библиотеках имелось 643 книги.